# Sosipolis
Dans la religion grecque antique et la mythologie grecque, Sosipolis (grec ancien : Σωσίπολις) était un dieu indigène d'Élide. Sa mère était la déesse Ilithyie. Un sanctuaire lui était dédié à l'intérieur du sanctuaire d'Ilithyie à Olympie, en Grèce. Un autre sanctuaire dédié à Sosipolis se trouvait à gauche du sanctuaire de Tyché en Élide.

## Étymologie
Sosipolis, (en grec ancien : Σωσίπολις) est formé des mots Σωσω, le sauveur, et πόλις, la ville. Sosipolis signifie donc littéralement « Sauveur de la ville ».

## Famille
Le père de Sosipolis n'est pas donné. Sa mère est Ilithyie, la déesse de l'enfantement, ce qui fait de Zeus et Héra ses grands-parents maternels.

## Mythologie
D'après la légende telle que décrite par Pausanias, les Arcadiens avaient envahi l'Élide et les Éléens se préparaient à les combattre. Alors apparut parmi les Éléens une femme portant un jeune garçon au sein. Elle raconta qu'après avoir accouché de son enfant, elle avait eu une vision dans un rêve lui disant d'offrir ce dernier comme champion aux Éléens. Les commandants des Éléens la crurent et placèrent le garçon nu devant leurs rangs. Lorsque les Arcadiens commencèrent l'attaque, l'enfant se transforma en serpent. Voyant cela, les Arcadiens s'enfuirent, paniqués. Les Éléens les poursuivirent alors et ressortirent victorieux de ce conflit. C'est pour cette raison que les Éléens appelèrent le garçon Sosipolis (qui signifie « sauveur de la ville») parce qu'il était le sauveur de la ville. Ils lui bâtirent un sanctuaire à l'endroit où il s'était transformé en serpent au sein duquel ils adoraient également la déesse Ilithyie parce qu'elle était la mère supposée du garçon et avait amené son fils pour les aider. Le tombeau des Arcadiens tués dans la bataille se trouvait sur la colline de l'autre côté de la rivière Kladeos (en).

## Culte
Le sanctuaire de Sosipolis se trouvait à l'intérieur du temple d'Ilithyie à Olympie. Le bâtiment comportait deux parties, la partie avant était publique et dédiée à Ilithyie mais, dans la partie intérieure, Sosipolis était vénéré et seule la prêtresse responsable du dieu pouvait entrer. Les éléens choisissait chaque année une femme âgée comme prêtresse pour la déesse qui était également responsable de Sosipolis. Elle vivait dans la chasteté et devait apporter de l'eau pour le bain du dieu et lui présenter des galettes d'orge pétries avec du miel. Lorsqu'elle entrait dans la partie dédiée à Sosipolis, elle devait s'envelopper la tête et le visage d'un voile blanc. Des jeunes filles et des matrones attendent dans le sanctuaire d'Ilithyie en chantant un hymne ; elles brûlaient toutes sortes d'encens au dieu, mais il n'était pas d'usage de verser des libations de vin. Les serments dans lesquels il était invoqué étaient très importants.
Il y avait aussi un sanctuaire dédié à Sosipolis à gauche du sanctuaire de Tyché en Élide. Le dieu était peint comme un garçon, enveloppé dans une robe étoilée et tenant dans une main la corne d'Amalthée, selon son apparence dans un rêve.